# Municipio de Santiago Juxtlahuaca
El municipio de Santiago Juxtlahuaca es uno de los 570 municipios en que se divide el estado mexicano de Oaxaca, forma parte de la Mixteca oaxaqueña y se encuentra en la zona noroeste del estado, su cabecera es el pueblo de Santiago Juxtlahuaca.
El municipio cuenta con poco más de 34 735 habitantes en 2020; Concentrándose la mayoría de la población en la cabecera municipal con casi 10 611 habitantes. Se encuentra a 262 km de la capital del país, la Ciudad de México. Es el 4.º municipio más poblado e importante de la Mixteca Baja.

## Geografía
El municipio de Santiago Juxtlahuaca se encuentra localizado en la zona noroeste del estado formado parte de la Región Mixteca y del Distrito de Juxtlahuaca, del que también es sede su cabecera municipal; limita al norte con el municipio de San Sebastián Tecomaxtlahuaca, con el municipio de San Miguel Tlacotepec, con el municipio de Santos Reyes Tepejillo y con el municipio de San Juan Mixtepec -Distrito 08-, al este con el municipio de San Martín Itunyoso y con el municipio de Putla Villa de Guerrero, al sur limita con el municipio de Constancia del Rosario, que se encuentra dividido en dos exclaves separados y al oeste con el municipio de Coicoyán de las Flores; al suroeste limita con el estado de Guerrero, en particular con el municipio de Tlacoachistlahuaca y con el municipio de Xochistlahuaca.
Tiene una extensión territorial de 583.05 kilómetros cuadrados, que representan el 0.61% de la extensión total del estado.

## Demografía
De acuerdo a los resultados del Censo de Población y Vivienda realizado en 2020 por el Instituto Nacional de Estadística y Geografía, la población total de Santiago Juxtlahuaca asciende a 34 735 habitantes, de los cuales 16 527 son hombres y 18 208 son mujeres; por lo que el porcentaje de población masculina es del 47.2%, la tasa de crecimiento poblacional anual de 2000 a 2005 ha sido del 3.1%, el 39.4% de los pobladores tiene una edad inferior a 15 años, mientras que entre esa edad y los 64 años se encuentra el 53.3%, el 26.9% de los pobladores residen en localidades mayores a 2,500 habitantes, y el 71.3% de la población mayor de cinco años de edad es hablante de alguna lengua indígena.

### Localidades
En el municipio de Santiago Juxtlahuaca se localizan 88 localidades, A continuación se ordenan las localidades de mayor población según resultados del del Censo de Población y Vivienda realizado en 2020 por el Instituto Nacional de Estadística y Geografía:

Principales localidades

| Localidad                   | Población |
| Total Municipio             | 34 735    |
| Santiago Juxtlahuaca        | 10 611    |
| Santa María Yucunicoco      | 1738      |
| Santa Rosa Caxtlahuaca      | 1 054     |
| Tierra Blanca               | 894       |
| El Rastrojo                 | 850       |
| Yosoyuxi Copala             | 829       |
| Santiago Naranjas           | 811       |
| Santos Reyes Zochiquilazola | 778       |
| La Sabana                   | 727       |
| Río Metates                 | 725       |
| San Juan Piñas              | 717       |
| La Luz Rahalle              | 661       |
| Santa Cruz Tilapa           | 648       |
| Santa María Asunción        | 628       |
| Santa Catarina Noltepec     | 617       |

## Política
El gobierno de Santiago Juxtlahuaca corresponde al ayuntamiento, éste es electo por el principio de partidos político, vigente en 146 municipios de Oaxaca, a diferencia del sistema de usos y costumbres vigente en los restantes 424, por tanto su elección es como en todos los municipios mexicanos, por elección directa, universal y secreta para un periodo de tres años no renovables para el periodo inmediato pero si de forma no consecutiva, el periodo constitucional comienza el día 1 de enero del año siguiente a su elección. El Ayuntamiento se integra por el presidente municipal, un Síndico y un cabildo formado por siete regidores.

### Representación legislativa
Para la elección de diputados locales al Congreso de Oaxaca y de diputados federales a la Cámara de Diputados federal, Santiago Juxtlahuaca se encuentra integrado en los siguientes distritos electorales:
Local:
- Distrito electoral local de 7 de Oaxaca con cabecera en Putla Villa de Guerrero.[7]

Federal:
- Distrito electoral federal 6 de Oaxaca con cabecera en Heroica Ciudad de Tlaxiaco.[8]

### Presidentes municipales
- (1996 - 1998):  Francisco Sergio Mejía Banda
- (1999 - 2001):  Rómulo Virgilio leyva Acevedo
- (2002 - 2004):  Celestino Chávez Gutiérrez
- (2005 - 2007): José Marcelo Mejía García
- (2008 - 2010): Carlos Martínez Villavicencio (PUP)
- (2011 - 2013): Miguel Victorino Mejía Sierra
- (2014 - 2016): José Alfonso Feria Rodríguez (PUP)
- (2017 - 2021): Nicolás Feria Romero
- (2022 - 2024): Arsenio Lorenzo Mejía García

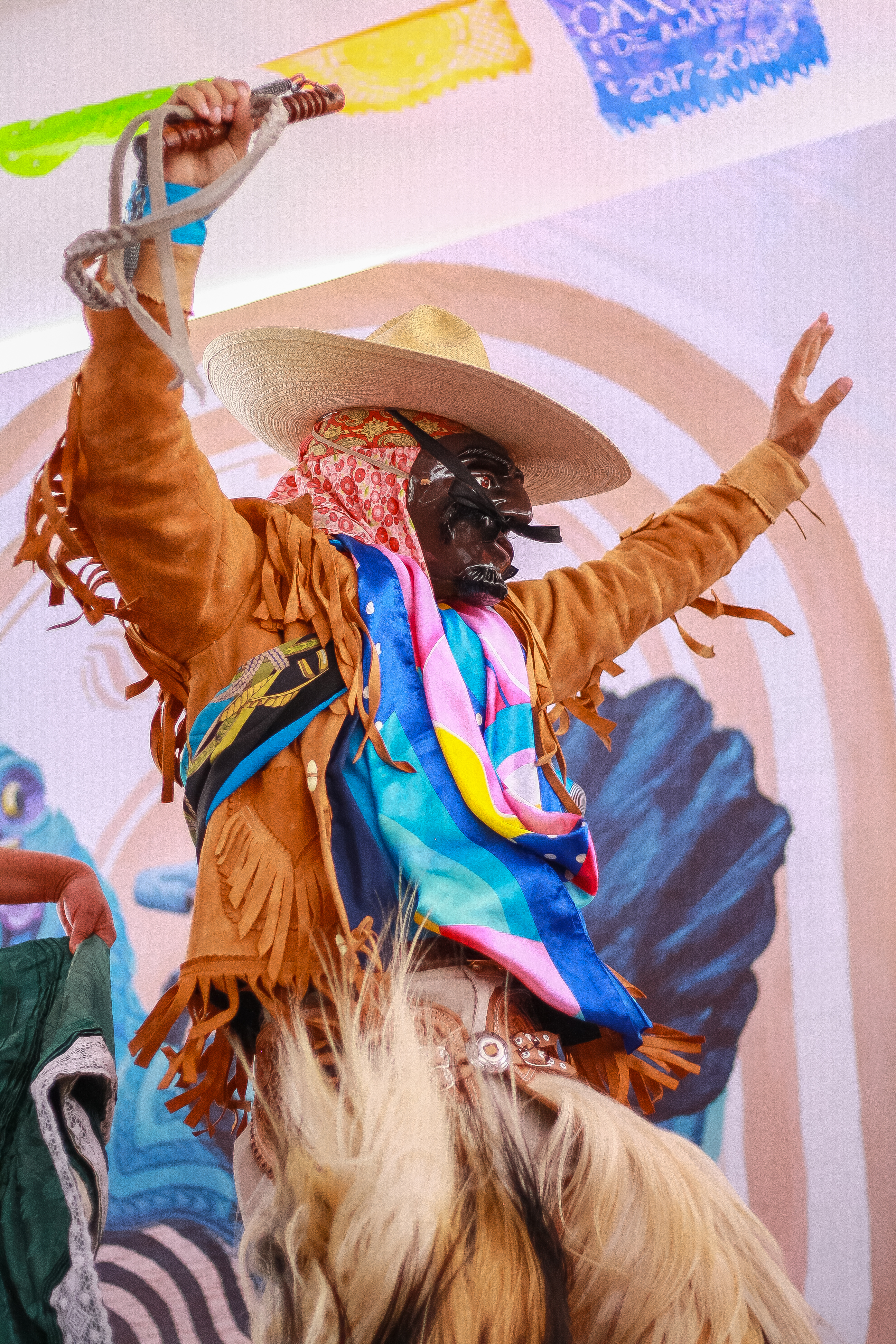
El Rubio de Santiago Juxtlahuaca

## Festividades
En la cabecera municipal, se lleva a cabo la festividad más importante en el mes de julio, conmemoran a "Santiago Apóstol", para ello se realizan actos religiosos, sociales, deportivos y ferias tradicionales, aptas para todas las edades según sea el interés, por lo regular estas festividades tienen lugar en la última semana del mes de julio.
También se llevan a cabo otras festividades importantes como: "El día de muertos", "El carnaval", "Las posadas", "La Semana Santa", entre otras no menos importantes. Cabe mencionar que cada una de estas celebraciones se acompaña de los usos y costumbres que la población tiene.